# Marcillac-Lanville
Marcillac-Lanville és un municipi francès situat al departament del Charente i a la regió de la Nova Aquitània. L'any 2007 tenia 588 habitants.

## Demografia

### Població
El 2007 la població de fet de Marcillac-Lanville era de 588 persones. Hi havia 236 famílies de les quals 76 eren unipersonals (28 homes vivint sols i 48 dones vivint soles), 76 parelles sense fills, 68 parelles amb fills i 16 famílies monoparentals amb fills.
La població ha evolucionat segons el següent gràfic:
Habitants censats

### Habitatges
El 2007 hi havia 306 habitatges, 239 eren l'habitatge principal de la família, 42 eren segones residències i 25 estaven desocupats. 305 eren cases i 1 era un apartament. Dels 239 habitatges principals, 187 estaven ocupats pels seus propietaris, 43 estaven llogats i ocupats pels llogaters i 9 estaven cedits a títol gratuït; 2 tenien una cambra, 12 en tenien dues, 32 en tenien tres, 81 en tenien quatre i 112 en tenien cinc o més. 185 habitatges disposaven pel capbaix d'una plaça de pàrquing. A 116 habitatges hi havia un automòbil i a 100 n'hi havia dos o més.

### Piràmide de població
La piràmide de població per edats i sexe el 2009 era:
| Homes | Edats   | Dones |
| ----- | ------- | ----- |
| 0     | 95 o +  | 0     |
| 8     | 90 a 94 | 8     |
| 8     | 85 a 89 | 20    |
| 12    | 80 a 84 | 20    |
| 8     | 75 a 79 | 20    |
| 16    | 70 a 74 | 8     |
| 24    | 65 a 69 | 12    |
| 8     | 60 a 64 | 16    |
| 12    | 55 a 59 | 20    |
| 12    | 50 a 54 | 8     |
| 20    | 45 a 49 | 20    |
| 8     | 40 a 44 | 16    |
| 16    | 35 a 39 | 12    |
| 12    | 30 a 34 | 20    |
| 16    | 25 a 29 | 16    |
| 12    | 20 a 24 | 24    |
| 12    | 15 a 19 | 16    |
| 24    | 10 a 14 | 12    |
| 12    | 5 a 9   | 12    |
| 12    | 0 a 4   | 20    |

## Economia
El 2007 la població en edat de treballar era de 348 persones, 230 eren actives i 118 eren inactives. De les 230 persones actives 203 estaven ocupades (116 homes i 87 dones) i 27 estaven aturades (5 homes i 22 dones). De les 118 persones inactives 45 estaven jubilades, 22 estaven estudiant i 51 estaven classificades com a «altres inactius».

### Ingressos
El 2009 a Marcillac-Lanville hi havia 243 unitats fiscals que integraven 563 persones, la mediana anual d'ingressos fiscals per persona era de 15.398 €.

### Activitats econòmiques
Dels 18 establiments que hi havia el 2007, 2 eren d'empreses extractives, 1 d'una empresa alimentària, 3 d'empreses de fabricació d'altres productes industrials, 3 d'empreses de construcció, 2 d'empreses de comerç i reparació d'automòbils, 1 d'una empresa de transport, 1 d'una empresa d'hostatgeria i restauració, 1 d'una empresa de serveis, 2 d'entitats de l'administració pública i 2 d'empreses classificades com a «altres activitats de serveis».
Dels 7 establiments de servei als particulars que hi havia el 2009, 1 era una oficina d'administració d'Hisenda pública, 1 fusteria, 1 lampisteria, 1 electricista, 2 perruqueries i 1 restaurant.
Dels 3 establiments comercials que hi havia el 2009, 1 era una botiga de menys de 120 m², 1 una fleca i 1 una carnisseria.
L'any 2000 a Marcillac-Lanville hi havia 24 explotacions agrícoles que ocupaven un total de 1.207 hectàrees.

## Equipaments sanitaris i escolars
El 2009 hi havia una escola elemental integrada dins d'un grup escolar amb les comunes properes formant una escola dispersa.

## Poblacions més properes
El següent diagrama mostra les poblacions més properes.